# 北東州 (ケニア)

北東州の位置

北東州（ほくとうしゅう、ソマリ語:Gobolka Bariga-waqooyi）は、ケニア東北部の州。
州都はガリッサ。
2009年の人口は231万757人で、面積は 12万6902km²。
ケニアで3番目に面積が大きい州で13の下院選挙区が置かれている。
州知事 (Provincial Commissioner) はキルトゥ・ワマエ。
伝統的にソマリ族の居住地であり、北東州にはソマリア人の難民キャンプがある。
ガリッサ、ワジール、マンデラなどの町にはオガデン氏族、デゴディア人、ムルレ人、アジュラン人、ガレー人、イサックなどソマリ系の住民が多数であり、他の氏族も都市部に少数居住する。

## 人口
- 1979年8月24日：37万3787人
- 1989年8月24日：37万1391人
- 1999年8月24日：96万2143人
- 2009年8月24日：231万757人[3]

## 隣接州
- 北：オロミア州
- 東：ソマリア
- 南：海岸州
- 西：東部州

## 主要都市(2009年の人口)
- ガリッサ：11万383人
- マンデラ：5万7692人
- エルワク：2万4368人
- ラム：2万4037人
- タカバ：2万1474人
- ワジール：1万6838人
- マサラニ（英語版）：1万4012人

## 歴史
20世紀後半までケニアはイギリス領東アフリカとして植民地支配が続き、現在のリフトバレー州と東部州の北部も含む国土の北東半分は北部州として州都がイシオロに置かれ、現在の北東州にあたる地域は北部辺境地区 (Northern Frontier District, NFD) とされていた。イギリスの東アフリカの植民地が解消される際に、この地域の住民は非公式の投票ながら圧倒的に先に独立したソマリアへの参加を希望した。ソマリ系住民がほとんどであることも当時より知られていた。
北部州人民進歩党 (NPPPP) の指導でソマリ族はNFDのソマリアとの合併を求めた。これに対しケニア政府は幾つかの法律で彼らの運動を抑圧した。そのうちの幾つかはイギリス当局がケニア人を抑圧した方法をそのまま転用したものだった。

ソマリ族指導者は予防拘禁下に置かれ、これは1970年代後半まで続いた。北東州は（国会議員を含む部外者の立ち入りが禁止され、遊牧民の保護の目的で）「予定」地として（ケニアの他の地域からの）出入りが禁止され、情報を得ることも困難であった。しかしながら多くの報告がケニア人によるソマリ族の全ての村での大量殺戮と（強制収容所と同じ効果のある）大きな「保護村」の設置を非難した。政府はソマリ族の民族統一主義運動を認めることを拒んだ。そして公式声明で常にこの地域の問題を「シフタ」（盗賊）問題として扱った。

## 地理
この地域には絶滅危惧種のレイヨウの仲間ヒロラなどが生息する。野生動物が豊富であるが、ヒロラ、ガゼル、キリンの生息数の減少が報告されている。ウシ、ヒツジ、ラクダ、ヤギなど放牧民の家畜も2,3百万頭いる。
気候は半乾燥地帯で暑い。雨は少なく、例年は4月と10月に多い。しかも年によってまちまちである。これは乾燥に強いヒトコブラクダの放牧に結びついた。
水量のある川はなく、ソマリアとの国境にジュバ川の支流がある。灌漑の可能性は低く、住民と家畜は井戸に頼って生活している。ケニアの家畜の6,7割を占め、中東やアジアにも輸出される。
地域で最大の空港は元軍事用であったワジール空港である。

## 地域区分
| 番号 | カウンティ名 | スワヒリ語 | 面積(km2) | 2009年の人口 | 政府所在地 |
| ---- | ------------ | ---------- | --------- | ------------ | ---------- |
| 7    | ガリッサ     | Garissa    | 45,720.2  | 623,060      | ガリッサ   |
| 8    | ワジール     | Wajir      | 55,840.6  | 661,941      | ワジール   |
| 9    | マンデラ     | Mandera    | 25,797.7  | 1,025,756    | マンデラ   |

## 脚註
1. ↑  The New Encyclopaedia Britannica, 1974.
2. 1 2  Rhoda E. Howard, Human Rights in Commonwealth Africa, (Rowman & Littlefield Publishers, Inc.: 1986), p.95
3. ↑  City Population[リンク切れ](閲覧日：2016年9月21日)
4. ↑  地質相談所「ケニアの地質と鉱物資源」『地質ニュース』126号 p.47, 1965年2月。
5. ↑  David D. Laitin, Politics, Language, and Thought: The Somali Experience, University Of Chicago Press: 1977, p.75
6. ↑  Africa Watch Committee, Kenya: Taking Liberties, Yale University Press: 1991, p.269
7. ↑  Women's Rights Project, The Human Rights Watch Global Report on Women's Human Rights, Yale University Press: 1995, p.121
8. ↑  Francis Vallat, First report on succession of states in respect of treaties: International Law Commission twenty-sixth session 6 May-26 July 1974, United Nations: 1974, p.20
9. ↑  Bruce Baker, Escape from Domination in Africa: Political Disengagement & Its Consequences, Africa World Press: 2003, p.83